# Zalea major
Zalea major är en tvåvingeart som först beskrevs av Mcalpine 1982.  Zalea major ingår i släktet Zalea och familjen Canacidae. Inga underarter finns listade i Catalogue of Life.